# 最後決戰
《最後決戰》（法語：Le Dernier Combat）是一部1983年的后末日电影。它是吕克·贝松导演的第一部故事片，也是让·雷诺的第一个重要角色。音乐由埃里克·塞拉创作。该片是贝松、雷诺和塞拉之间众多合作的第一部。该片是对后末日生存的黑暗展望，采用黑白拍摄，只包含两个字的对话。它描绘了一个人们因某种未知事件而变得哑巴的世界。